# Ilir Latifi
Ilir Latifi, född 28 juli 1982 i Malmö, är en svensk MMA-utövare och flerfaldig svensk mästare i brottning som sedan 2013 tävlar i organisationen Ultimate Fighting Championship. Latifi är av albanskt ursprung och är uppvuxen i Rosengård.

## Karriär

### Brottning
Som brottare var Latifi aktiv i klubben Malmö Tigers och blev svensk mästare vid två tillfällen.. Efter att ha skadat ryggen och tvingats rehabilitera sig ett tag var Latifi tillbaka inför brottningssäsongen 2005 och tog SM-brons.

### MMA

#### Tidig karriär
I maj 2008 gjorde han sin debut inom MMA i en match som avbröts efter att ringen gått sönder. Latifi gick sedan ytterligare nio matcher i mindre organisationer innan han i april 2013 med ett facit om 7-2 fick chansen att debutera i organisationen UFC som ersättare för Alexander Gustafsson som skadat sig under träning. 

#### UFC
Latifi accepterade matchen mot Gegard Mousasi på UFC on Fuel TV: Mousasi vs. Latifi fyra dagar innan galan skulle äga rum och var tvungen att gå ned nästan tolv kilo på tre dygn för att klara viktgränsen. Latifi förlorade matchen via domslut.
Nästa match blev mot Cyrille Diabaté på UFC Fight Night: Gustafsson vs. Manuwa den 8 mars 2014. Latifi vann matchen via submission i den första ronden. Den 19 juli 2014 möttes Latifi och Chris Dempsey på UFC Fight Night: McGregor vs. Brandao i en match som Latifi vann via knockout i den första ronden.
På UFC Fight Night: Nelson vs. Story den 4 oktober 2014 möttes Latifi och Jan Błachowicz. Błachowicz vann matchen via TKO i den första ronden. Nästa motståndare blev Hans Stringer som Latifi besegrade via knockout i den första ronden på UFC Fight Night: Bisping vs. Leites den 18 juli 2015.
Den 17 januari 2016 möttes Latifi och Sean O'Connell på UFC Fight Night: Dillashaw vs. Cruz. Latifi vann matchen via TKO i den första ronden. På UFC 196 den 5 mars 2016 möttes Latifi och Gian Villante i en match som Latifi vann via domslut.
Latifi och Ryan Bader möttes på UFC Fight Night: Arlovski vs. Barnett den 3 september 2016 och Bader vann matchen via knockout i den andra ronden. Den 9 september 2017 möttes Latifi och Tyson Pedro på UFC 215. Latifi vann matchen via domslut.
Den 24 februari 2018 möttes Latifi och Ovince Saint Preux på UFC on Fox: Emmett vs. Stephens. Latifi vann matchen via teknisk submission i den första ronden.
På UFC 232 den 29 december 2018 möttes Latifi och Corey Anderson. Anderson vann matchen via domslut.
Latifi var tänkt att möta schweizaren Volkan Özdemir på UFC:s gala i Globen den 1 juni 2019, men endast två dagar innan galan ställdes matchen in. Latifi drog sig ur matchen på grund av en skada. Matchen bokades om till UFC Uruguay den 10 augusti. Özdemir vann matchen via KO i den andra ronden och gav Latifi hans andra raka förlust. 

##### Viktklassbyte
Efter att i oktober 2019 annonserat att han tänkt gå tillbaka upp till tungvikt stod det i november klart att hans förste motståndare skulle bli Derrick "The Black Beast" Lewis. De två möttes vid UFC 247 där Latifi förlorade via poäng.

## Övrigt
Latifi har en examen från Gymnastik- och idrottshögskolan. Hans föräldrar är från Albanien och emigrerade från Kosovo på 1960-talet. Brodern Arben Latifi har beskrivits som en pionjär inom svensk kampsport. Vid Svenska kampsportsgalan 2016 tilldelades Latifi utmärkelserna Årets förebild och Folkets pris.

## Tävlingsfacit
| Resultat | Facit    | Motståndare        | Metod                         | Evenemang                                   | Datum            | Rond | Tid  | Plats               | Notering                    |
| -------- | -------- | ------------------ | ----------------------------- | ------------------------------------------- | ---------------- | ---- | ---- | ------------------- | --------------------------- |
| NC       | 0–0 (1)  | Blagoy Ivanov      | No Contest                    | Real Pain Challenge 2                       | 17 maj 2008      | 1    | 0:55 | Sofia, Bulgarien    | Ringen gick sönder.         |
| Vinst    | 1–0 (1)  | Roman Mihočka      | KO (slag)                     | Superior Challenge 2                        | 25 oktober 2008  | 2    | 1:55 | Stockholm, Sverige  |                             |
| Vinst    | 2–0 (1)  | Luis Pinho         | Submission (slag)             | Rumble of the Kings 2                       | 27 februari 2009 | 1    | 1:20 | Norrköping, Sverige | Lätt tungviktsdebut         |
| Vinst    | 3–0 (1)  | Darko Krbanjevic   | Submission (armbar)           | Rumble of the Kings 3                       | 22 maj 2009      | 1    | 1:43 | Malmö, Sverige      |                             |
| Förlust  | 3–1 (1)  | Tatsuya Mizuno     | TKO (knä och slag)            | Rumble of the Kings 4                       | 20 november 2009 | 3    | 0:15 | Stockholm, Sverige  |                             |
| Vinst    | 4–1 (1)  | Matteo Minonzio    | TKO (spark)                   | SHC 2                                       | 10 april 2010    | 1    | 4:29 | Genève, Schweiz     |                             |
| Förlust  | 4–2 (1)  | Emanuel Newton     | Domslut (enhälligt)           | Shark Fights 17: Horwich vs. Rosholt 2      | 15 juli 2011     | 3    | 5:00 | Frisco, TX, USA     |                             |
| Vinst    | 5–2 (1)  | Denis Bogdanov     | Submission (keylock)          | United Glory 15                             | 23 mars 2012     | 1    | n/a  | Moskva, Ryssland    |                             |
| Vinst    | 6–2 (1)  | Tony Lopez         | Domslut (enhälligt)           | United Glory - 2012 Glory World Series      | 26 maj 2012      | 3    | 5:00 | Stockholm, Sverige  |                             |
| Vinst    | 7–2 (1)  | Jorge Oliveira     | Domslut (enhälligt)           | Superior Challenge 8                        | 6 oktober 2012   | 3    | 5:00 | Malmö, Sverige      | Vann lätta tungviktstiteln. |
| Förlust  | 7–3 (1)  | Gegard Mousasi     | Domslut (enhälligt)           | UFC on Fuel TV: Mousasi vs. Latifi          | 6 april 2013     | 3    | 5:00 | Stockholm, Sverige  |                             |
| Vinst    | 8–3 (1)  | Cyrille Diabaté    | Submission (giljotin)         | UFC Fight Night: Gustafsson vs. Manuwa      | 8 mars 2014      | 1    | 3:02 | London, England     |                             |
| Vinst    | 9–3 (1)  | Chris Dempsey      | KO (slag)                     | UFC Fight Night: McGregor vs. Brandao       | 19 juli 2014     | 1    | 2:07 | Dublin, Irland      |                             |
| Förlust  | 9–4 (1)  | Jan Błachowicz     | TKO (spark och slag)          | UFC Fight Night: Nelson vs. Story           | 4 oktober 2014   | 1    | 1:58 | Stockholm, Sverige  |                             |
| Vinst    | 10–4 (1) | Hans Stringer      | KO (slag)                     | UFC Fight Night: Bisping vs. Leites         | 18 juli 2015     | 1    | 0:56 | Glasgow, Skottland  |                             |
| Vinst    | 11–4 (1) | Sean O'Connell     | TKO (slag)                    | UFC Fight Night: Dillashaw vs. Cruz         | 17 januari 2016  | 1    | 0:30 | Boston, MA, USA     |                             |
| Vinst    | 12–4 (1) | Gian Villante      | Domslut (enhälligt)           | UFC 196                                     | 5 mars 2016      | 3    | 5:00 | Las Vegas, NV, USA  |                             |
| Förlust  | 12–5 (1) | Ryan Bader         | KO (knä)                      | UFC Fight Night: Arlovski vs. Barnett       | 3 september 2016 | 2    | 2:06 | Hamburg, Tyskland   |                             |
| Vinst    | 13–5 (1) | Tyson Pedro        | Domslut (enhälligt)           | UFC 215                                     | 9 september 2017 | 3    | 5:00 | Edmonton, Kanada    |                             |
| Vinst    | 14–5 (1) | Ovince Saint Preux | Teknisk submission (giljotin) | UFC on Fox: Emmett vs. Stephens             | 24 februari 2018 | 1    | 3:48 | Orlando, FL, USA    |                             |
| Förlust  | 14–6 (1) | Corey Anderson     | Domslut (enhälligt)           | UFC 232                                     | 29 december 2018 | 3    | 5:00 | Inglewood, CA, USA  |                             |
| Förlust  | 14–7 (1) | Volkan Özdemir     | KO (slag)                     | UFC Fight Night: Sjevtjenko vs. Carmouche 2 | 10 augusti 2019  | 2    | 4:31 | Montevideo, Uruguay |                             |
| Förlust  | 14–8 (1) | Derrick Lewis      | Domslut (enhälligt)           | UFC 247                                     | 8 februari 2020  | 3    | 5:00 | Houston, TX, USA    | Tungvikt                    |
| Vinst    | 15–8 (1) | Tanner Boser       | Domslut (delat)               | UFC Fight Night: Rozenstruik vs. Sakai      | 5 juni 2021      | 3    | 5:00 | Las Vegas, NV, USA  |                             |